# Scaevola obovata
Scaevola obovata är en tvåhjärtbladig växtart som beskrevs av R.C. Carolin. Scaevola obovata ingår i släktet Scaevola och familjen Goodeniaceae. Inga underarter finns listade i Catalogue of Life.